# Klokočevec Samoborski
Klokočevec Samoborski – wieś w Chorwacji, w żupanii zagrzebskiej, w mieście Samobor. W 2011 roku liczyła 364 mieszkańców.